# アルペッジョ
アルペッジョあるいはアルペジオ (伊: Arpeggio) とは、和音を構成する音を一音ずつ低いものから（または、高いものから）順番に弾いていくことで、リズム感や深みを演出する演奏方法。日本においては順番に弾くことだけではなく、コードを押さえた状態で弦を一本ずつ弾く事全般を言う場合もある。「ハープ（伊: arpa）を演奏する」という意味のイタリア語 "arpeggiare" を語源としている。余韻の長い鍵盤楽器や撥弦楽器などで効果を発揮し、管楽器ではほとんど使用されない。琵音（びおん）とも呼ばれる。

## 概要
アルペッジョは分散和音の一種であるが、発声が上昇もしくは下降の音高順に発音され（例：ドミソド）、ランダム発声や同音反復を含むパターン（例：ドソミソ）はこれに該当しない。ただし、「分散和音」と「アルペッジョ」は厳密に区別されることなく使用されることがある。
アルペッジョの指定は譜例の1段目の2小節目のような波線や、音符の上部にArpeggioと書くことで行われる。実際の演奏においては、譜例のように、初音を記譜位置に合わせ全和音の演鳴は遅らせる奏法と、初音を前倒して記譜位置に最終音（全和音）を鳴らす奏法の両者が認められている。
ローランド・ジュピター４、８、ヤマハのエレクトーンなどには、コードの根音を押さえると、自動的にそのコードのアルペジオを演奏する「オートアルペジオ」という機能がある。

## ギターにおけるアルペジオの奏法
左手で弦を押さえる場合には右手の親指・人差し指・中指・薬指の四本で弾く（右手で押さえる場合には左手）。それぞれの指に記号が付いている。親指はp、人差し指はi、中指はm、薬指はa。親指は6~4弦、人差し指が3弦、中指が2弦、薬指が1弦の場合が多い。弦を弾く方向は外側から内側、つまり6 - 4弦は下に、3 - 1弦は上になる。
ストローク奏法はピックなどで多数の弦を同時に鳴らすが、アルペッジョ（またはアルペジオ）は弦を一本一本指の爪で弾く。